# Galmo Williams
Oliver Galmo Williams (ur. 2 lutego 1966) - polityk, premier Turks i Caicos od 23 marca do 14 sierpnia 2009.

## Życiorys
Galmo Williams urodził się w 1966 w Bottle Creek, stolicy dystryktu North Caicos. Uczęszczał do szkół Bottle Creek Primary School oraz Bottle Creek High School. Następnie kształcił się w Miami Lakes Technical Institute, który ukończył z dyplomem z dziedziny obsługi gości i zarządzania kulinarnego. 
W 1984 rozpoczął działalność w branży turystycznej, zostając w końcu prezesem grupy Gilley’s Enterprises Ltd.. W skład jego spółki weszły dwie restauracje położone na lotnisku Providenciales International Airport, firma produkująca wina i napoje alkoholowe oraz monopolowy sklep wolnocłowy na lotnisku Providenciales International Airport. 
W 2003 dostał się po raz pierwszy do parlamentu z ramienia Postępowej Partii Narodowej (PNP). W tym samym roku objął stanowisko ministra zasobów naturalnych w rządzie premiera Michaela Misicka. Po zmianach w jego gabinecie pełnił funkcję ministra spraw wewnętrznych i bezpieczeństwa publicznego. 
19 lutego 2009 zrezygnował z urzędu ministra, by wziąć udział w wyborach na stanowisko przewodniczącego Postępowej Partii Narodowej. 28 lutego 2009 Williams wygrał partyjne wybory i zastąpił Misicka na stanowisku szefa PNP. 
Po rezygnacji Misicka ze stanowiska szefa rządu z powodu oskarżeń o korupcję, Galmo Williams 23 marca 2009 został nowym premierem Turks i Caicos.
14 sierpnia 2009 rząd brytyjski zdymisjonował gabinet Williamsa i wprowadził rządy bezpośrednie, delegując całą władzę wykonawczą w ręce gubernatora Gordona Wetherella. Powodem tej decyzji były wyniki dochodzenia w sprawie korupcji w rządzie wysp. Według raportu z dochodzenia, po zbadaniu działań rządu i parlamentu Turks i Caicos, dopatrzono się "informacji wskazujących na wysokie prawdopodobieństwo systematycznej korupcji i poważnej nieuczciwości". Dochodzenie informowało również o potwierdzeniu "jasnych sygnałów politycznej niemoralności i niedojrzałości oraz ogólnej niekompetencji administracyjnej". Premier Williams potępił ustanowienie rządów brytyjskich, stwierdzając, że "dzień ten jest bardzo smutnym dniem w Turks i Caicos", w którym "obywatelom zabrana została demokracja". Brytyjski minister Chris Bryant powiedział, że rząd lokalny mógłby powrócić do sprawowania władzy w ciągu dwóch lat.
Galmo Williams jest żonaty z Altheą Ewing, na czworo dzieci.